# زالشینگ
زالشینگ (به آلمانی: Salching) یک شهر در آلمان است که در بایرن واقع شده‌است.

## خصوصیات
زالشینگ ۲۲٫۰۱ کیلومترمربع مساحت دارد ۳۴۷ متر بالاتر از سطح دریا واقع شده‌است.